# Jack Lawson, 1. Baron Lawson

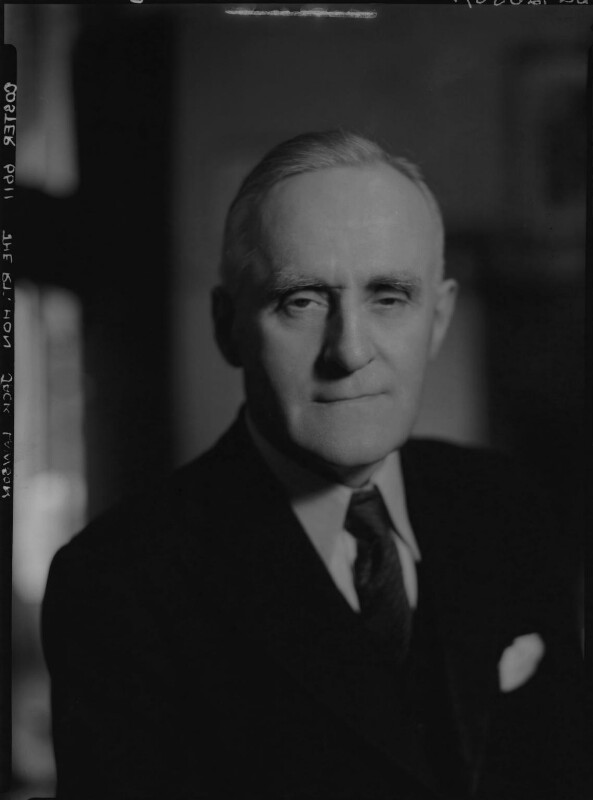
Jack Lawson

John James „Jack“ Lawson, 1. Baron Lawson PC (* 16. Oktober 1881 in Whitehaven, Cumbria; † 3. August 1965) war ein britischer Gewerkschaftsfunktionär und Politiker der Labour Party, der unter anderem zwischen 1919 und 1950 sowie Abgeordneter des Unterhauses (House of Commons) sowie von 1945 bis 1946 Kriegsminister war. Nach seinem Ausscheiden aus dem Unterhaus wurde er 1950 zum erblichen Peer erhoben und war dadurch bis zu seinem Tod Mitglied des Oberhauses (House of Lords). 

## Leben

### Gewerkschaftsfunktionär und Unterhausabgeordneter
John James „Jack“ Lawson, Sohn des Seemanns und Bergarbeiters John Lawson, wuchs mit seinen neun Geschwistern in ärmlichen Verhältnissen auf und besuchte lediglich die Grundschule. 1890 verzog die Familie in die Grafschaft Durham, wo er nach Beendigung der Schule 1893 als Zwölfjähriger wie sein Vater und seine älteren Brüder im Bergwerk von Boldon arbeitete. Sein Vater und die älteren Brüder nahmen 1892 am Bergarbeiterstreik von Durham teil. Nachdem er im Bergwerk als Fahrer gearbeitet hatte, wurde er 1904 Hauer und begann zugleich sein gewerkschaftliches Engagement. 1904 wurde er zudem Mitglied der Independent Labour Party (ILP) und hielt für diese Reden über den Sozialismus vor Bergleuten, die traditionell die Liberal Party wählten. 1905 wurde er zum stellvertretenden Gewichtsprüfer gewählt, um das zur Berechnung der Löhne notwendige Gewicht der abgebauten Kohle zu überprüfen. Sein dortiger Einsatz führte dazu, dass er 1906 ein Stipendium am Ruskin College in Oxford erhielt. Im Anschluss war er wieder als Bergmann tätig und engagierte sich bei der Unterhauswahl im Januar 1910 für den Sozialisten Pete Curran, der sich wenngleich ohne Erfolg im Wahlkreis Jarrow für eine Wiederwahl ins Unterhaus bewarb. 1913 begann er seine eigene politische Laufbahn in der Kommunalpolitik, als er zum Mitglied des Rates der Grafschaft Durham gewählt wurde, dem er bis 1923 angehörte. Während des Ersten Weltkrieges leistete er seinen Militärdienst in der Royal Artillery.
Bei der Wahl am 14. Dezember 1918 kandidierte Jack Lawson für die Labour Party im Wahlkreis Seaham für ein Mandat im Unterhaus, unterlag dabei jedoch mit 8.988 Stimmen (41,3 Prozent) dem Kandidaten der Liberal Party, Evan Hayward, auf den 12.754 Stimmen (58,7 Prozent) entfielen. Im darauf folgenden Jahr wurde er nach dem krankheitsbedingten Rücktritt von John Wilkinson Taylor am 13. November 1919 bei einer Nachwahl (By-election) im Wahlkreis Chester-le-Street mit 17.838 Stimmen (77,1 Prozent) erstmals zum Abgeordneten des Unterhauses (House of Commons) gewählt, dem er nach seinen Wiederwahlen bei den darauf folgenden Wahlen bis zu seinem Mandatsverzicht am 19. Dezember 1949 mehr als dreißig Jahre lang angehörte. 

### Regierungsämter und Zweiter Weltkrieg
Während der ersten Regierung von Premierminister Ramsay MacDonald übernahm Jack Lawson zwischen dem 23. Januar 1924 und dem 4. November 1924 sein erstes Regierungsamt, und zwar als Finanzsekretär im Kriegsministerium (Financial Secretary to the War Office) sowie zugleich zusammen mit Clement Attlee als Parlamentarischer Privatsekretär von Premierminister MacDonald. Während der zweiten Regierung von Premierminister MacDonald bekleidete er vom 11. Juni 1929 bis zum 25. August 1931 den Posten als Parlamentarischer Sekretär im Arbeitsministerium (Parliamentary Secretary to the Ministry of Labour) und war damit der engste Mitarbeiter von Arbeitsministerin Margaret Bondfield, der ersten Ministerin des Vereinigten Königreichs. Bei der Unterhauswahl am 7. November 1931 konnte er sein Unterhausmandat verteidigen, während achtzig Prozent der Labour-Abgeordnete ihre Sitze im House of Commons verloren. 
1937 gehörte Lawson zu den führenden Labour-Politikern im Unterhaus und fungierte zu Beginn des Zweiten Weltkrieges als stellvertretender Kommissar für die Zivilverteidigung in der Region North East England, die durch schwere Bombenabwürfe durch die deutsche Luftwaffe heimgesucht wurde, von der auch Angehörige von Lawsons Familie betroffen war. 1944 war er zudem stellvertretender Vorsitzender des British Council, eine gemeinnützige Einrichtung zur Förderung internationaler Beziehungen.

### Kriegsminister und Oberhausmitglied

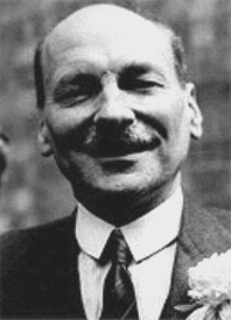
Im Kabinett von Premierminister Clement Attlee bekleidete Jack Lawson zwischen 1945 und 1946 das Amt des Kriegsministers.

Nach dem Sieg der Labour Party bei Wahl vom 5. Juli 1945 übernahm Jack Lawson im Kabinett von Premierminister Clement Attlee am 3. August 1945 das Amt als Kriegsminister (Secretary of State for War). Er war zudem seit dem 15. Juni 1945 Mitglied des Geheimen Kronrates (Privy Council). Als Kriegsminister befasste er sich mit der Planung der Operationen nach Kriegsende und war einer der loyalen Vertrauten des Premierministers bei Konflikten mit anderen Abgeordneten. Allerdings zwangen ihn gesundheitliche Gründe dazu, sein Amt als Kriegsminister am 4. Oktober 1946 aufzugeben, woraufhin Frederick Bellenger sein Nachfolger wurde. Er selbst wurde daraufhin im Oktober 1946 Vizepräsident der National Parks Commission.
Auf Empfehlung von Premierminister Attlee wurde Lawson, der auch Ritter des Order of Saint John (KStJ) war, als Nachfolger von Charles Vane-Tempest-Stewart, 7. Marquess of Londonderry 1949 Lord Lieutenant der Grafschaft Durham und bekleidete dieses Amt bis zu seiner Ablösung durch Christopher Vane, 10. Baron Barnard 1958. Nach seinem Ausscheiden aus dem House of Commons am 19. Dezember 1949 wurde er durch ein Letters Patent vom 17. März 1950 als Baron Lawson, of Beamish in the County of Durham, in den erblichen Adelsstand der Peerage of the United Kingdom erhoben und war dadurch bis zu seinem Tode Mitglied des Oberhauses (House of Lords). Im Oberhaus nahm er jedoch keine führende Position mehr ein, wenngleich er jedoch die Labour Party loyal unterstützte.
Aus seiner 1906 geschlossenen Ehe mit der Haushaltshelferin Isabella Graham Scott gingen die drei Töchter Irene Lawson, Edna Lawson und Alma Lawson hervor. Da er somit ohne männlichen Nachkommen verstarb, erlosch mit seinem Tod am 3. August 1965 der Titel des Baron Lawson.